# Охотники (Крым)
Охо́тники (до 1948 года Куль-Джаки́н; укр. Охотники, крымскотат. Qul Caqın, Къул Джакъын) — исчезнувшее село в Черноморском районе Республики Крым, располагавшееся на северо-востоке района, в степной части Крыма, примерно в 3 км северо-восточнее современного села Зоряное.

### Динамика численности населения
| - 1864 год — 42 чел. - 1889 год — 101 чел. - 1892 год — 31 чел. - 1900 год — 130 чел. | - 1915 год — 113/0 чел. - 1926 год — 124 чел. - 1939 год — 139 чел. |

## История
Идентифицировать Куль-Джакин среди, зачастую сильно искажённых, названий деревень в Камеральном Описании Крыма… 1784 года пока не удалось. Видимо, после присоединения Крыма к России 8 февраля 1784 года, вследствие эмиграции крымских татар в Турцию, деревня опустела, поскольку в доступных ревизских документах до середины XIX века не встречается. Территориально, по новому административному делению, после создания 8 (20) октября 1802 года Таврической губернии, Куль-Джакин находился в Яшпетской волости Евпаторийского уезда. На военно-топографической карте генерал-майора Мухина 1817 года деревня Кумакин обозначена пустующей, нет её в «Ведомости о казённых волостях Таврической губернии 1829 года». На карте 1836 года в деревне 11 дворов, а на карте 1842 года обозначены развалины деревни Кульджаби.
Когда началось повторное заселение деревни не установлено. В 1860-х годах, после земской реформы Александра II, деревню приписали к Курман-Аджинской волости и в «Списке населённых мест Таврической губернии по сведениям 1864 года», составленном по результатам VIII ревизии 1864 года, Куль-Джакин — владельческая татарская деревня, с 10 дворами, 42 жителями и мечетью при колодцах. По обследованиям профессора А. Н. Козловского 1867 года, вода в колодцах деревни Кульджа-Кан была пресная, а их глубина колебалась от 10 до 15 саженей (21—33 м). На трехверстовой карте Шуберта 1865—1876 года в деревне Кул-Якин (Кул-Джакин) обозначено 10 дворов. В «Памятной книге Таврической губернии 1889 года», по результатам Х ревизии 1887 года, в деревне Кульджакин числилось 17 дворов и 101 житель. Согласно «…Памятной книжке Таврической губернии на 1892 год», в деревне Кульджанин, входившей в Отузский участок, был 31 житель в 6 домохозяйствах.
Земская реформа 1890-х годов в Евпаторийском уезде прошла после 1892 года, в результате Кульджакин приписали к Агайской волости.
По «…Памятной книжке Таврической губернии на 1900 год» в деревне числилось 130 жителей в 23 дворах. По Статистическому справочнику Таврической губернии. Ч.II-я. Статистический очерк, выпуск пятый Евпаторийский уезд, 1915 год, в деревне Кульджакин Агайской волости Евпаторийского уезда числилось 23 двора (2 двора с землёй, 21 — безземельные) с татарским населением в количестве 113 человек приписных жителей, из которых 57 мужчин и 56 женщин. Жители владели 320 десятинами удобной земли. В хозяйствах имелось 93 лошади, 13 волов, 16 коров и 600 голов мелкого скота.
После установления в Крыму Советской власти, по постановлению Крымревкома от 8 января 1921 года № 206 «Об изменении административных границ» была упразднена волостная система и в составе Евпаторийского уезда был образован Бакальский район, в который включили село, а в 1922 году уезды получили название округов. 11 октября 1923 года, согласно постановлению ВЦИК, в административное деление Крымской АССР были внесены изменения, в результате которых округа были отменены, Бакальский район упразднён и село вошло в состав Евпаторийского района. Согласно Списку населённых пунктов Крымской АССР по Всесоюзной переписи 17 декабря 1926 года, в селе Кульджакин, Киргиз-Казацкого сельсовета Евпаторийского района, числилось 33 двора, из них 31 крестьянский, население составляло 124 человека, из них 122 татарина и 2 белоруса. По постановлению КрымЦИКа от 30 октября 1930 года «О реорганизации сети районов Крымской АССР», был восстановлен Ак-Мечетский район (по другим данным 15 сентября 1931 года) и село вновь включили в его состав. По данным всесоюзной переписи населения 1939 года в селе проживало 129 человек.
В 1944 году, после освобождения Крыма от фашистов, согласно Постановлению ГКО № 5859 от 11 мая 1944 года, 18 мая крымские татары были депортированы в Среднюю Азию. С 25 июня 1946 года Кульджакин в составе Крымской области РСФСР. Указом Президиума Верховного Совета РСФСР от 18 мая 1948 года, Куль-Джакин переименовали в Охотники. 26 апреля 1954 года Крымская область была передана из состава РСФСР в состав УССР. В «Справочнике административно-территориального деления Крымской области на 15 июня 1960 года» селение не значится, и на 1968 год посёлок ещё числился в составе Кировского сельского совета. Ликвидировано к 1977 году, когда Охотники уже числились в списке упразднённых.